# Centrale nucléaire de Vermont Yankee
La centrale nucléaire de Vermont Yankee est une ancienne centrale située sur la ville de Vernon du comté de Windham dans le Vermont sur un terrain de 0,5 km2. Elle est définitivement à l'arrêt depuis le 29 décembre 2014.

## Description

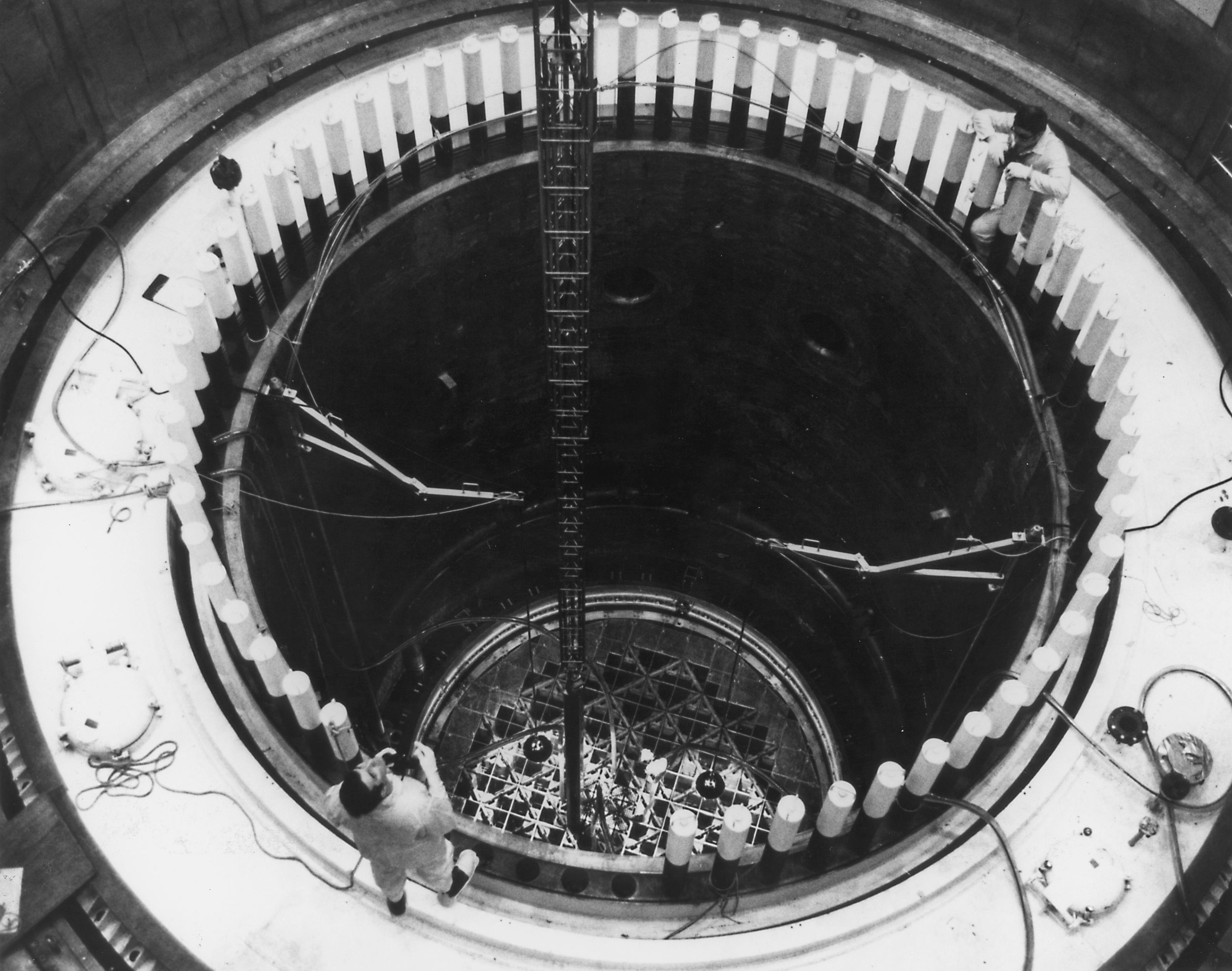
Chargement du combustible nucléaire dans le réacteur vers 1974.

La centrale est équipée d'un seul réacteur à eau bouillante (REB) BWR-4 construit par General Electric :
- Vermont Yankee : 535 MWe à l'origine, augmenter à 620 MWe en 2006, mis en service en 1972 pour 40 ans, puis prolongée à 60 ans (2032).

Pour des raisons économiques, son arrêt a été décidé au quatrième trimestre 2014.
Le refroidissement du réacteur était assuré par le fleuve Connecticut. Elle produisait en moyenne 4703 GWh d'électricité par an. 

La centrale de Vermont Yankee appartient lorsqu'elle était en activité à Entergy Nuclear Vermont Yankee LLC, filiale du groupe Entergy.

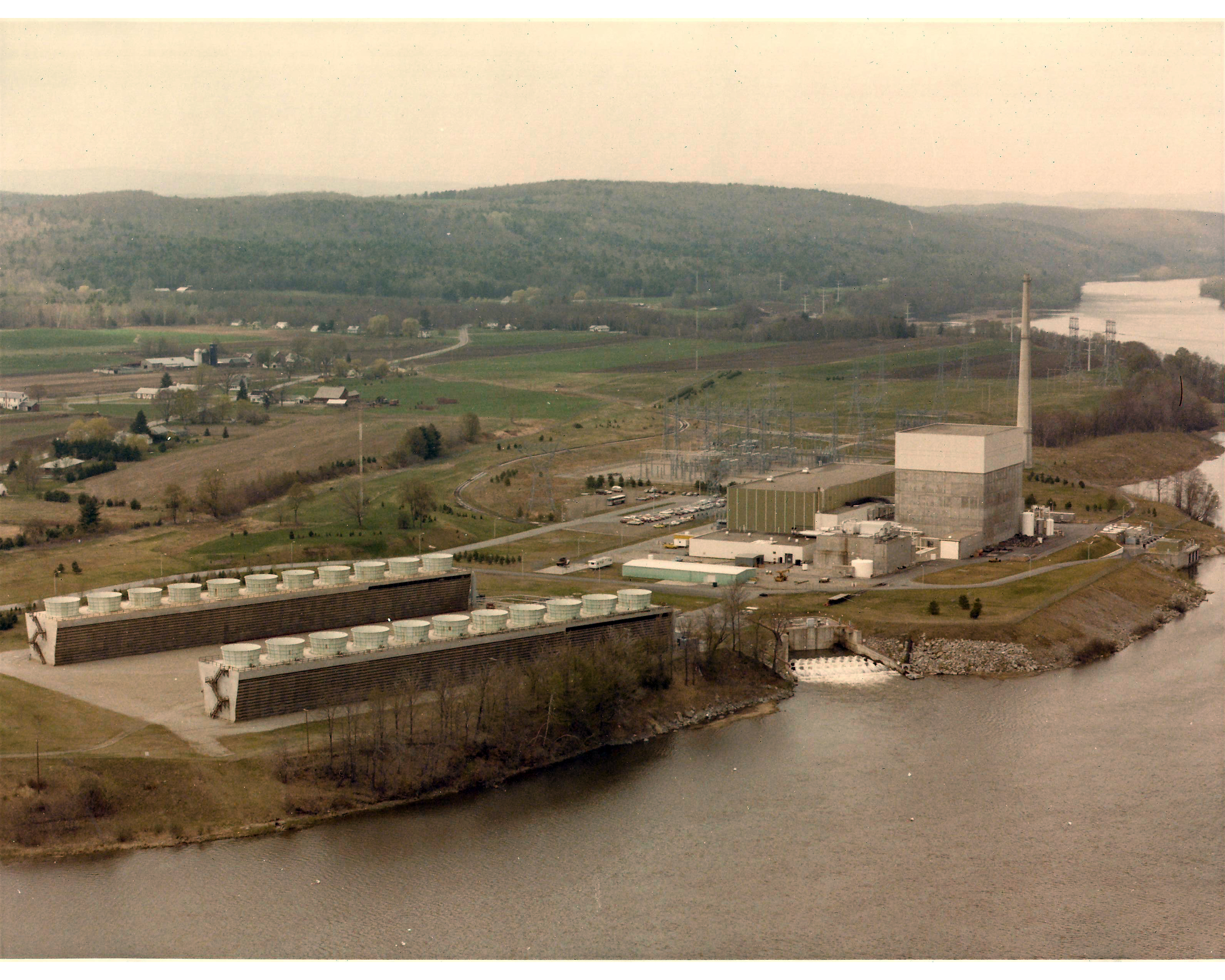
La centrale de Vermont Yankee en 2012.

## Controverse
L'élection du nouveau gouverneur du Vermont, Peter Shumlin  en novembre 2010 coïncide avec la mise en vente de la centrale nucléaire de Vermont Yankee par ses propriétaires privés. Le gouverneur Shumlin est un fervent opposant à l'énergie nucléaire, et cherche la fermeture de la centrale en refusant une prolongation de son permis d'exploitation. Ce que conteste en cour suprême des États-Unis, la Vermont Yankee. En janvier 2010, Vermont Yankee a avoué que du tritium radioactif avait fui des conduites souterraines de l'usine dans le sol environnant et dans les eaux souterraines.

## Démantèlement
Spécialisé dans la démolition, NorthStar a racheté en début d'année 2019 à Entergy la centrale de Vermont Yankee, s'associant avec le français Orano, chargé de découper la cuve.
NorthStar a acheté la centrale pour 1 000 dollars mais récupéré les quelque 500 millions de dollars du fonds de démantèlement.
Orano annonce en décembre 2022 l'achèvement du démantèlement du cœur du réacteur ; la découpe et le conditionnement de la cuve et des composants internes du réacteur ont été réalisés en moins de quatre ans.